# جيجي ليونغ
جيجي ليونغ (بالصينية: 梁咏琪) هي كاتبة غنائية وعارضة ومغنية وممثلة صينية، ولدت في 25 مارس 1976 بهونغ كونغ في الصين.

## وصلات خارجية
- جيجي ليونغ على موقع IMDb (الإنجليزية)
- جيجي ليونغ على موقع ميوزك برينز (الإنجليزية)
- جيجي ليونغ على موقع ديسكوغز (الإنجليزية)
- جيجي ليونغ على موقع قاعدة بيانات الفيلم (الإنجليزية)